# Кацина (штат)
Каци́на (англ. Katsina State, хауса Jihar Katsina) — один з 36 штатів Нігерії, який знаходиться на півночі країни. Адміністративним центром штату є місто Кацина.

## Історія

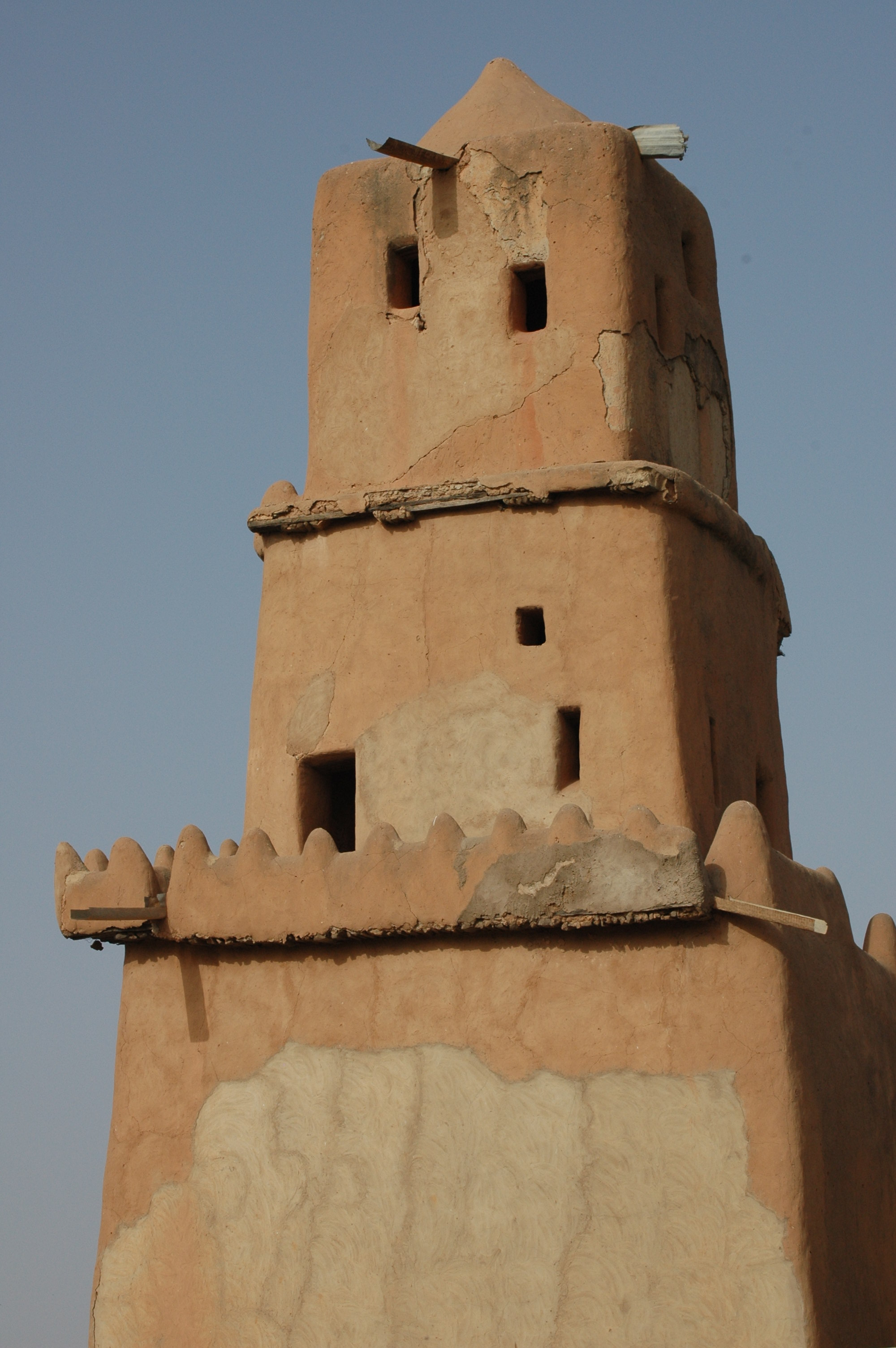
Мінарет Гобірау, що належить до мечеті, побудованої в XVIII ст.

Місто Кацина, оточене мурами довжиною 21 км (13 миль), за переказами було засноване у XII столітті . У доісламський період правитель міста-держави, Саркі, наділявся сакральними функціями, йому приписували надприродні здібності.
У XVII-XVIII ст. Кацина була економічним центром хаусаленду, одне з найбільших хауських міст-держав. У XVIII столітті в місті була побудована мечеть, знаменита своїм мінаретом (мінарет гобірау) 50 футами в висоту, зроблена з глини та пальмових гілок .
У 1950-ті рр. в Кацині була створена перша в північних областях Нігерії середня школа за європейським зразком.

## Населення
У 2006 р. населення штату становило 5 801 584 осіб, головним чином, пов'язані з етнічним групам хауса і фульбе, населення сповідує іслам.

## Адміністративний поділ
Адміністративно штат поділяється на 34 території місцевого управління:
- Bakori
- Batagarawa
- Batsari
- Baure
- Bindawa
- Charanchi
- Dan Musa
- Dandume
- Danja
- Daura
- Dutsi
- Dutsin-Ma
- Faskari
- Funtua
- Ingawa
- Jibia
- Kafur
- Kaita
- Kankara
- Kankia
- Katsina
- Kurfi
- Kusada
- Mai'Adua
- Malumfashi
- Mani
- Mashi
- Matazu
- Musawa
- Rimi
- Sabuwa
- Safana
- Sandamu
- Zango

## Економіка
Штат є центром бавовництва, вирощування арахісу, бавовни, проса, гвінейського сорго, а також вироблення шкіри. У місті Кацина також є фабрика з виробництва арахісової пасти і сталеливарний завод . У штаті також знаходяться кілька компаній інформаційних технологій.